# 보스턴 코먼

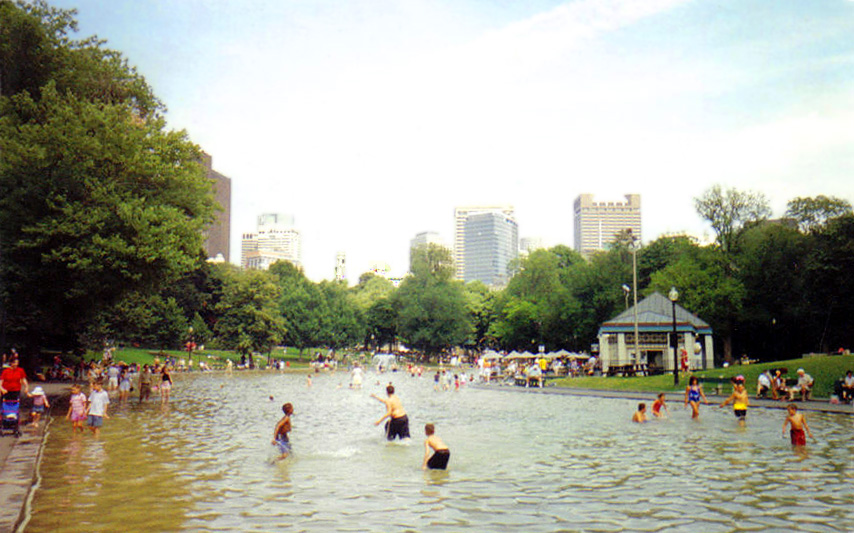
보스턴 코먼의 프로그 폰드

보스턴 코먼(Boston Common)은 미국 매사추세츠주 보스턴 중심에 있는 공원으로, 미국에서 가장 오래된 공원이다. 면적은 20.2만m²로, 보스턴 퍼블릭 가든과 인접해있다.

## 같이 보기
- 그래너리 묘지
- 킹스 채플 묘지